# Grandilithus danxia
Espèce
Grandilithus danxia est une espèce d'araignées aranéomorphes de la famille des Phrurolithidae.

## Distribution
Cette espèce est endémique du Guangdong en Chine,. Elle se rencontre dans le xian de Renhua.

## Description
Le mâle holotype mesure 2,39 mm et la femelle paratype 3,94 mm.

## Systématique et taxinomie
Cette espèce a été décrite par He, Mu, Guo et Zhang en 2023.

## Étymologie
Son nom d'espèce lui a été donné en référence au lieu de sa découverte, la réserve naturelle nationale du mont Danxia.

## Publication originale
- He, Mu, Guo & Zhang, 2023 : « A new species of the genus Grandilithus from Danxia Mountain, Guangdong Province of China (Araneae: Phrurolithidae). » Acta Arachnologica Sinica, vol. 32, no 2, p. 127-130.